# Famille Kardashian
Ne doit pas être confondu avec L'Incroyable Famille Kardashian.
La famille Kardashian,,, dite également famille Kardashian-Jenner, est une famille américaine d'origine arménienne (du côté Kardashian), qui évolue dans les domaines du divertissement (télévision, téléréalité), de la mode (mannequinat, stylisme, design) et des affaires.

## Antécédents familiaux
La famille Kardashian se fait connaître par l'avocat Robert Kardashian (1944-2003), fils d'Arthur Kardashian (1917-2012) et d'Helen Arakelian (1917-2008). Ses quatre grands-parents étaient des Arméniens qui ont émigré depuis l'Empire ottoman aux États-Unis au début des années 1900 ; ils étaient originaires des villes de Karakale et d'Erzurum, dans la Turquie moderne. La famille a quitté l'Empire ottoman avant le début du génocide arménien en 1915.
La famille de Robert Kardashian (1944-2003) et de son épouse Kris Houghton (1955) se compose de leurs quatre enfants (Kourtney, Kim, Khloé et Rob Kardashian), ainsi que de leurs petits-enfants. Après le divorce de Robert et Kris en 1991, Kris a épousé l'ancien champion olympique de décathlon Bruce Jenner (1949), avec qui elle a eu deux autres filles : Kendall et Kylie Jenner. Bruce Jenner avait déjà quatre enfants de deux précédentes unions (Burt, Casey, Brandon et Brody Jenner),. Bruce et Kris divorcent en 2015, et Bruce entame ensuite une transition de genre (femme transgenre) prenant le nom de Caitlyn Jenner.
Robert Kardashian a initialement attiré l'attention pour avoir été l'avocat d'O. J. Simpson, mais la famille a mis à profit la sextape de Kim Kardashian en 2002 avec le chanteur Ray J, Kim Kardashian, Superstar. Les Kardashian ont depuis été désignés comme « la famille la plus célèbre de l'Amérique » par Glamour, « l'une des » dynasties « familiales les plus influentes au monde » par Insider, et les plus grands influenceurs des années 2010 par Vogue. La famille est au centre du livre de Ian Halperin, Dynastie Kardashian : La montée controversée de la famille royale américaine.
La famille Kardashian est notamment connue pour son implication dans des émissions de téléréalité, L'Incroyable Famille Kardashian (2007-2021) et Les Kardashian (2022-....)
Les médias attribuent à Kim Kardashian le mérite d'avoir aidé les membres de sa famille à démarrer leurs carrières. La famille est critiquée sur le fait qu'elle est « célèbre parce qu'on est célèbre »,,.

## Personnalités
Les membres de la famille les plus notables sont :
- Khloé Kardashian (1984), actrice, animatrice radio, mannequin, femme d'affaires
- Kim Kardashian (1980), femme d'affaires, productrice de télévision, styliste, animatrice de télévision
- Kourtney Kardashian (1979), productrice, animatrice, actrice, mannequin, femme d'affaires
- Rob Kardashian (1987), acteur de télévision, homme d'affaires
- Robert Kardashian (1944-2003), avocat
- Brandon Jenner (1981), personnalité de télévision, musicien, mannequin
- Brody Jenner (1983), mannequin, personnalité de télévision, disc jockey
- Caitlyn Jenner (1949), athlète spécialiste de décathlon, animatrice de télévision
- Kendall Jenner (1995), mannequin, photographe, personnalité de télévision
- Kylie Jenner (1997), personnalité de téléréalité, influenceuse

ainsi que, par alliance :
- Travis Barker (1975), batteur
- Devin Booker (1996), basketteur
- Blac Chyna (1988), mannequin, entrepreneure
- Scott Disick (1983), mannequin, acteur
- Kris Houghton (1955), productrice de télévision, participante d'émissions de téléréalité, femme d'affaires
- Lamar Odom (1979), basketteur
- Travis Scott (1991), rappeur, chanteur, producteur, musicien, acteur, mannequin, réalisateur
- Linda Thompson (1950), actrice, parolière
- Tristan Thompson (1991), basketteur
- Kanye West (1977), rappeur, auteur-compositeur-interprète, réalisateur artistique, réalisateur, designer

## Arbres généalogiques
|                     |                     |                     |                     |                     |                     |                     |                     |                        |                        |                        |                        |                            |                            |                            |                            |                            |                            |                     |                     |                      |                      |                      |                      |                      |                      |                   |                   |                   |                   |  |  |                   |                   |                   |                   |                   |                   |                               |                               |                               |                               |                               |                               |                       |                       |  |  |                   |                   |                   |                   |                   |                   |  |  |                         |                         |                         |                         |                         |                         |                      |                      |                         |                         |                         |                         |                         |                         |  |  |                       |                       |                       |                       |                         |                         |                         |                         |                         |                         |                   |                   |                      |                      |                      |                      |                      |                      |                     |                     |                     |                     |  |  |                       |                       |                       |                       |                       |                       |  |  |                     |                     |                     |                     |                       |                       |                       |                       |                       |                       |                     |                     |                     |                     |                       |                       |                       |                       |                       |                       |                     |                     |                     |                     |                     |                     |        |        |        |        |  |  |                         |                         |                         |                         |                         |                         |  |  |                        |                        |                        |                        |                        |                        |  |  |                       |                       |                       |                       |                       |                       |                   |                   |                    |                    |                    |                    |                       |                       |                       |                       |                       |                       |                     |                     |                     |                     |  |  |                 |                 |                 |                 |                 |                 |  |  |  |  |
|                     |                     |                     |                     |                     |                     |                     |                     |                        |                        |                        |                        |                            |                            |                            |                            |                            |                            |                     |                     |                      |                      |                      |                      |                      |                      |                   |                   |                   |                   |  |  |                   |                   |                   |                   |                   |                   |                               |                               |                               |                               |                               |                               |                       |                       |  |  |                   |                   |                   |                   |                   |                   |  |  |                         |                         |                         |                         |                         |                         |                      |                      |                         |                         |                         |                         |                         |                         |  |  |                       |                       |                       |                       |                         |                         |                         |                         |                         |                         |                   |                   |                      |                      |                      |                      |                      |                      |                     |                     |                     |                     |  |  |                       |                       |                       |                       |                       |                       |  |  |                     |                     |                     |                     |                       |                       |                       |                       |                       |                       |                     |                     |                     |                     |                       |                       |                       |                       |                       |                       |                     |                     |                     |                     |                     |                     |        |        |        |        |  |  |                         |                         |                         |                         |                         |                         |  |  |                        |                        |                        |                        |                        |                        |  |  |                       |                       |                       |                       |                       |                       |                   |                   |                    |                    |                    |                    |                       |                       |                       |                       |                       |                       |                     |                     |                     |                     |  |  |                 |                 |                 |                 |                 |                 |  |  |  |  |
|                     |                     |                     |                     |                     |                     |                     |                     |                        |                        |                        |                        |                            |                            |                            |                            |                            |                            |                     |                     |                      |                      |                      |                      |                      |                      |                   |                   |                   |                   |  |  |                   |                   |                   |                   |                   |                   | Robert Kardashian (1944-2003) | Robert Kardashian (1944-2003) | Robert Kardashian (1944-2003) | Robert Kardashian (1944-2003) | Robert Kardashian (1944-2003) | Robert Kardashian (1944-2003) |                       |                       |  |  |                   |                   |                   |                   |                   |                   |  |  |                         |                         |                         |                         |                         |                         |                      |                      |                         |                         |                         |                         |                         |                         |  |  |                       |                       |                       |                       |                         |                         |                         |                         |                         |                         |                   |                   | Kris Houghton (1955) | Kris Houghton (1955) | Kris Houghton (1955) | Kris Houghton (1955) | Kris Houghton (1955) | Kris Houghton (1955) |                     |                     |                     |                     |  |  |                       |                       |                       |                       |                       |                       |  |  |                     |                     |                     |                     |                       |                       |                       |                       |                       |                       |                     |                     |                     |                     | Caitlyn Jenner (1949) | Caitlyn Jenner (1949) | Caitlyn Jenner (1949) | Caitlyn Jenner (1949) | Caitlyn Jenner (1949) | Caitlyn Jenner (1949) |                     |                     |                     |                     |                     |                     |        |        |        |        |  |  | Chrystie Crownover      | Chrystie Crownover      | Chrystie Crownover      | Chrystie Crownover      | Chrystie Crownover      | Chrystie Crownover      |  |  |                        |                        |                        |                        |                        |                        |  |  |                       |                       |                       |                       |                       |                       |                   |                   |                    |                    |                    |                    | Linda Thompson (1950) | Linda Thompson (1950) | Linda Thompson (1950) | Linda Thompson (1950) | Linda Thompson (1950) | Linda Thompson (1950) |                     |                     |                     |                     |  |  |                 |                 |                 |                 |                 |                 |  |  |  |  |
|                     |                     |                     |                     |                     |                     |                     |                     |                        |                        |                        |                        |                            |                            |                            |                            |                            |                            |                     |                     |                      |                      |                      |                      |                      |                      |                   |                   |                   |                   |  |  |                   |                   |                   |                   |                   |                   | Robert Kardashian (1944-2003) | Robert Kardashian (1944-2003) | Robert Kardashian (1944-2003) | Robert Kardashian (1944-2003) | Robert Kardashian (1944-2003) | Robert Kardashian (1944-2003) |                       |                       |  |  |                   |                   |                   |                   |                   |                   |  |  |                         |                         |                         |                         |                         |                         |                      |                      |                         |                         |                         |                         |                         |                         |  |  |                       |                       |                       |                       |                         |                         |                         |                         |                         |                         |                   |                   | Kris Houghton (1955) | Kris Houghton (1955) | Kris Houghton (1955) | Kris Houghton (1955) | Kris Houghton (1955) | Kris Houghton (1955) |                     |                     |                     |                     |  |  |                       |                       |                       |                       |                       |                       |  |  |                     |                     |                     |                     |                       |                       |                       |                       |                       |                       |                     |                     |                     |                     | Caitlyn Jenner (1949) | Caitlyn Jenner (1949) | Caitlyn Jenner (1949) | Caitlyn Jenner (1949) | Caitlyn Jenner (1949) | Caitlyn Jenner (1949) |                     |                     |                     |                     |                     |                     |        |        |        |        |  |  | Chrystie Crownover      | Chrystie Crownover      | Chrystie Crownover      | Chrystie Crownover      | Chrystie Crownover      | Chrystie Crownover      |  |  |                        |                        |                        |                        |                        |                        |  |  |                       |                       |                       |                       |                       |                       |                   |                   |                    |                    |                    |                    | Linda Thompson (1950) | Linda Thompson (1950) | Linda Thompson (1950) | Linda Thompson (1950) | Linda Thompson (1950) | Linda Thompson (1950) |                     |                     |                     |                     |  |  |                 |                 |                 |                 |                 |                 |  |  |  |  |
|                     |                     |                     |                     |                     |                     |                     |                     |                        |                        |                        |                        |                            |                            |                            |                            |                            |                            |                     |                     |                      |                      |                      |                      |                      |                      |                   |                   |                   |                   |  |  |                   |                   |                   |                   |                   |                   |                               |                               |                               |                               |                               |                               |                       |                       |  |  |                   |                   |                   |                   |                   |                   |  |  |                         |                         |                         |                         |                         |                         |                      |                      |                         |                         |                         |                         |                         |                         |  |  |                       |                       |                       |                       |                         |                         |                         |                         |                         |                         |                   |                   |                      |                      |                      |                      |                      |                      |                     |                     |                     |                     |  |  |                       |                       |                       |                       |                       |                       |  |  |                     |                     |                     |                     |                       |                       |                       |                       |                       |                       |                     |                     |                     |                     |                       |                       |                       |                       |                       |                       |                     |                     |                     |                     |                     |                     |        |        |        |        |  |  |                         |                         |                         |                         |                         |                         |  |  |                        |                        |                        |                        |                        |                        |  |  |                       |                       |                       |                       |                       |                       |                   |                   |                    |                    |                    |                    |                       |                       |                       |                       |                       |                       |                     |                     |                     |                     |  |  |                 |                 |                 |                 |                 |                 |  |  |  |  |
|                     |                     |                     |                     |                     |                     |                     |                     |                        |                        |                        |                        |                            |                            |                            |                            |                            |                            |                     |                     |                      |                      |                      |                      |                      |                      |                   |                   |                   |                   |  |  |                   |                   |                   |                   |                   |                   |                               |                               |                               |                               |                               |                               |                       |                       |  |  |                   |                   |                   |                   |                   |                   |  |  |                         |                         |                         |                         |                         |                         |                      |                      |                         |                         |                         |                         |                         |                         |  |  |                       |                       |                       |                       |                         |                         |                         |                         |                         |                         |                   |                   |                      |                      |                      |                      |                      |                      |                     |                     |                     |                     |  |  |                       |                       |                       |                       |                       |                       |  |  |                     |                     |                     |                     |                       |                       |                       |                       |                       |                       |                     |                     |                     |                     |                       |                       |                       |                       |                       |                       |                     |                     |                     |                     |                     |                     |        |        |        |        |  |  |                         |                         |                         |                         |                         |                         |  |  |                        |                        |                        |                        |                        |                        |  |  |                       |                       |                       |                       |                       |                       |                   |                   |                    |                    |                    |                    |                       |                       |                       |                       |                       |                       |                     |                     |                     |                     |  |  |                 |                 |                 |                 |                 |                 |  |  |  |  |
|                     |                     |                     |                     | Scott Disick (1983) | Scott Disick (1983) | Scott Disick (1983) | Scott Disick (1983) | Scott Disick (1983)    | Scott Disick (1983)    |                        |                        | Kourtney Kardashian (1979) | Kourtney Kardashian (1979) | Kourtney Kardashian (1979) | Kourtney Kardashian (1979) | Kourtney Kardashian (1979) | Kourtney Kardashian (1979) |                     |                     | Travis Barker (1975) | Travis Barker (1975) | Travis Barker (1975) | Travis Barker (1975) | Travis Barker (1975) | Travis Barker (1975) |                   |                   |                   |                   |  |  | Kanye West (1977) | Kanye West (1977) | Kanye West (1977) | Kanye West (1977) | Kanye West (1977) | Kanye West (1977) |                               |                               | Kim Kardashian (1980)         | Kim Kardashian (1980)         | Kim Kardashian (1980)         | Kim Kardashian (1980)         | Kim Kardashian (1980) | Kim Kardashian (1980) |  |  | Lamar Odom (1979) | Lamar Odom (1979) | Lamar Odom (1979) | Lamar Odom (1979) | Lamar Odom (1979) | Lamar Odom (1979) |  |  | Khloé Kardashian (1984) | Khloé Kardashian (1984) | Khloé Kardashian (1984) | Khloé Kardashian (1984) | Khloé Kardashian (1984) | Khloé Kardashian (1984) |                      |                      | Tristan Thompson (1991) | Tristan Thompson (1991) | Tristan Thompson (1991) | Tristan Thompson (1991) | Tristan Thompson (1991) | Tristan Thompson (1991) |  |  | Rob Kardashian (1987) | Rob Kardashian (1987) | Rob Kardashian (1987) | Rob Kardashian (1987) | Rob Kardashian (1987)   | Rob Kardashian (1987)   |                         |                         | Blac Chyna (1988)       | Blac Chyna (1988)       | Blac Chyna (1988) | Blac Chyna (1988) | Blac Chyna (1988)    | Blac Chyna (1988)    |                      |                      | Devin Booker (1996)  | Devin Booker (1996)  | Devin Booker (1996) | Devin Booker (1996) | Devin Booker (1996) | Devin Booker (1996) |  |  | Kendall Jenner (1995) | Kendall Jenner (1995) | Kendall Jenner (1995) | Kendall Jenner (1995) | Kendall Jenner (1995) | Kendall Jenner (1995) |  |  | Travis Scott (1992) | Travis Scott (1992) | Travis Scott (1992) | Travis Scott (1992) | Travis Scott (1992)   | Travis Scott (1992)   |                       |                       | Kylie Jenner (1997)   | Kylie Jenner (1997)   | Kylie Jenner (1997) | Kylie Jenner (1997) | Kylie Jenner (1997) | Kylie Jenner (1997) |                       |                       | Burt Jenner (1978)    | Burt Jenner (1978)    | Burt Jenner (1978)    | Burt Jenner (1978)    | Burt Jenner (1978)  | Burt Jenner (1978)  |                     |                     | ??????              | ??????              | ?????? | ?????? | ?????? | ?????? |  |  | ?????? Marino           | ?????? Marino           | ?????? Marino           | ?????? Marino           | ?????? Marino           | ?????? Marino           |  |  | Casey Jenner (1980)    | Casey Jenner (1980)    | Casey Jenner (1980)    | Casey Jenner (1980)    | Casey Jenner (1980)    | Casey Jenner (1980)    |  |  | Brandon Jenner (1981) | Brandon Jenner (1981) | Brandon Jenner (1981) | Brandon Jenner (1981) | Brandon Jenner (1981) | Brandon Jenner (1981) |                   |                   | Leah Fleder (1982) | Leah Fleder (1982) | Leah Fleder (1982) | Leah Fleder (1982) | Leah Fleder (1982)    | Leah Fleder (1982)    |                       |                       | Brody Jenner (1983)   | Brody Jenner (1983)   | Brody Jenner (1983) | Brody Jenner (1983) | Brody Jenner (1983) | Brody Jenner (1983) |  |  | Kaitlynn Carter | Kaitlynn Carter | Kaitlynn Carter | Kaitlynn Carter | Kaitlynn Carter | Kaitlynn Carter |  |  |  |  |
|                     |                     |                     |                     | Scott Disick (1983) | Scott Disick (1983) | Scott Disick (1983) | Scott Disick (1983) | Scott Disick (1983)    | Scott Disick (1983)    |                        |                        | Kourtney Kardashian (1979) | Kourtney Kardashian (1979) | Kourtney Kardashian (1979) | Kourtney Kardashian (1979) | Kourtney Kardashian (1979) | Kourtney Kardashian (1979) |                     |                     | Travis Barker (1975) | Travis Barker (1975) | Travis Barker (1975) | Travis Barker (1975) | Travis Barker (1975) | Travis Barker (1975) |                   |                   |                   |                   |  |  | Kanye West (1977) | Kanye West (1977) | Kanye West (1977) | Kanye West (1977) | Kanye West (1977) | Kanye West (1977) |                               |                               | Kim Kardashian (1980)         | Kim Kardashian (1980)         | Kim Kardashian (1980)         | Kim Kardashian (1980)         | Kim Kardashian (1980) | Kim Kardashian (1980) |  |  | Lamar Odom (1979) | Lamar Odom (1979) | Lamar Odom (1979) | Lamar Odom (1979) | Lamar Odom (1979) | Lamar Odom (1979) |  |  | Khloé Kardashian (1984) | Khloé Kardashian (1984) | Khloé Kardashian (1984) | Khloé Kardashian (1984) | Khloé Kardashian (1984) | Khloé Kardashian (1984) |                      |                      | Tristan Thompson (1991) | Tristan Thompson (1991) | Tristan Thompson (1991) | Tristan Thompson (1991) | Tristan Thompson (1991) | Tristan Thompson (1991) |  |  | Rob Kardashian (1987) | Rob Kardashian (1987) | Rob Kardashian (1987) | Rob Kardashian (1987) | Rob Kardashian (1987)   | Rob Kardashian (1987)   |                         |                         | Blac Chyna (1988)       | Blac Chyna (1988)       | Blac Chyna (1988) | Blac Chyna (1988) | Blac Chyna (1988)    | Blac Chyna (1988)    |                      |                      | Devin Booker (1996)  | Devin Booker (1996)  | Devin Booker (1996) | Devin Booker (1996) | Devin Booker (1996) | Devin Booker (1996) |  |  | Kendall Jenner (1995) | Kendall Jenner (1995) | Kendall Jenner (1995) | Kendall Jenner (1995) | Kendall Jenner (1995) | Kendall Jenner (1995) |  |  | Travis Scott (1992) | Travis Scott (1992) | Travis Scott (1992) | Travis Scott (1992) | Travis Scott (1992)   | Travis Scott (1992)   |                       |                       | Kylie Jenner (1997)   | Kylie Jenner (1997)   | Kylie Jenner (1997) | Kylie Jenner (1997) | Kylie Jenner (1997) | Kylie Jenner (1997) |                       |                       | Burt Jenner (1978)    | Burt Jenner (1978)    | Burt Jenner (1978)    | Burt Jenner (1978)    | Burt Jenner (1978)  | Burt Jenner (1978)  |                     |                     | ??????              | ??????              | ?????? | ?????? | ?????? | ?????? |  |  | ?????? Marino           | ?????? Marino           | ?????? Marino           | ?????? Marino           | ?????? Marino           | ?????? Marino           |  |  | Casey Jenner (1980)    | Casey Jenner (1980)    | Casey Jenner (1980)    | Casey Jenner (1980)    | Casey Jenner (1980)    | Casey Jenner (1980)    |  |  | Brandon Jenner (1981) | Brandon Jenner (1981) | Brandon Jenner (1981) | Brandon Jenner (1981) | Brandon Jenner (1981) | Brandon Jenner (1981) |                   |                   | Leah Fleder (1982) | Leah Fleder (1982) | Leah Fleder (1982) | Leah Fleder (1982) | Leah Fleder (1982)    | Leah Fleder (1982)    |                       |                       | Brody Jenner (1983)   | Brody Jenner (1983)   | Brody Jenner (1983) | Brody Jenner (1983) | Brody Jenner (1983) | Brody Jenner (1983) |  |  | Kaitlynn Carter | Kaitlynn Carter | Kaitlynn Carter | Kaitlynn Carter | Kaitlynn Carter | Kaitlynn Carter |  |  |  |  |
|                     |                     |                     |                     |                     |                     |                     |                     |                        |                        |                        |                        |                            |                            |                            |                            |                            |                            |                     |                     |                      |                      |                      |                      |                      |                      |                   |                   |                   |                   |  |  |                   |                   |                   |                   |                   |                   |                               |                               |                               |                               |                               |                               |                       |                       |  |  |                   |                   |                   |                   |                   |                   |  |  |                         |                         |                         |                         |                         |                         |                      |                      |                         |                         |                         |                         |                         |                         |  |  |                       |                       |                       |                       |                         |                         |                         |                         |                         |                         |                   |                   |                      |                      |                      |                      |                      |                      |                     |                     |                     |                     |  |  |                       |                       |                       |                       |                       |                       |  |  |                     |                     |                     |                     |                       |                       |                       |                       |                       |                       |                     |                     |                     |                     |                       |                       |                       |                       |                       |                       |                     |                     |                     |                     |                     |                     |        |        |        |        |  |  |                         |                         |                         |                         |                         |                         |  |  |                        |                        |                        |                        |                        |                        |  |  |                       |                       |                       |                       |                       |                       |                   |                   |                    |                    |                    |                    |                       |                       |                       |                       |                       |                       |                     |                     |                     |                     |  |  |                 |                 |                 |                 |                 |                 |  |  |  |  |
|                     |                     |                     |                     |                     |                     |                     |                     |                        |                        |                        |                        |                            |                            |                            |                            |                            |                            |                     |                     |                      |                      |                      |                      |                      |                      |                   |                   |                   |                   |  |  |                   |                   |                   |                   |                   |                   |                               |                               |                               |                               |                               |                               |                       |                       |  |  |                   |                   |                   |                   |                   |                   |  |  |                         |                         |                         |                         |                         |                         |                      |                      |                         |                         |                         |                         |                         |                         |  |  |                       |                       |                       |                       |                         |                         |                         |                         |                         |                         |                   |                   |                      |                      |                      |                      |                      |                      |                     |                     |                     |                     |  |  |                       |                       |                       |                       |                       |                       |  |  |                     |                     |                     |                     |                       |                       |                       |                       |                       |                       |                     |                     |                     |                     |                       |                       |                       |                       |                       |                       |                     |                     |                     |                     |                     |                     |        |        |        |        |  |  |                         |                         |                         |                         |                         |                         |  |  |                        |                        |                        |                        |                        |                        |  |  |                       |                       |                       |                       |                       |                       |                   |                   |                    |                    |                    |                    |                       |                       |                       |                       |                       |                       |                     |                     |                     |                     |  |  |                 |                 |                 |                 |                 |                 |  |  |  |  |
| Mason Disick (2009) | Mason Disick (2009) | Mason Disick (2009) | Mason Disick (2009) | Mason Disick (2009) | Mason Disick (2009) |                     |                     | Penelope Disick (2012) | Penelope Disick (2012) | Penelope Disick (2012) | Penelope Disick (2012) | Penelope Disick (2012)     | Penelope Disick (2012)     |                            |                            | Reign Disick (2014)        | Reign Disick (2014)        | Reign Disick (2014) | Reign Disick (2014) | Reign Disick (2014)  | Reign Disick (2014)  |                      |                      | North West (2013)    | North West (2013)    | North West (2013) | North West (2013) | North West (2013) | North West (2013) |  |  | Saint West (2015) | Saint West (2015) | Saint West (2015) | Saint West (2015) | Saint West (2015) | Saint West (2015) |                               |                               | Chicago West (2018)           | Chicago West (2018)           | Chicago West (2018)           | Chicago West (2018)           | Chicago West (2018)   | Chicago West (2018)   |  |  | Psalm West (2019) | Psalm West (2019) | Psalm West (2019) | Psalm West (2019) | Psalm West (2019) | Psalm West (2019) |  |  |                         |                         |                         |                         | True Thompson (2018)    | True Thompson (2018)    | True Thompson (2018) | True Thompson (2018) | True Thompson (2018)    | True Thompson (2018)    |                         |                         |                         |                         |  |  |                       |                       |                       |                       | Dream Kardashian (2016) | Dream Kardashian (2016) | Dream Kardashian (2016) | Dream Kardashian (2016) | Dream Kardashian (2016) | Dream Kardashian (2016) |                   |                   |                      |                      |                      |                      |                      |                      |                     |                     |                     |                     |  |  |                       |                       |                       |                       |                       |                       |  |  |                     |                     |                     |                     | Stormi Webster (2018) | Stormi Webster (2018) | Stormi Webster (2018) | Stormi Webster (2018) | Stormi Webster (2018) | Stormi Webster (2018) |                     |                     |                     |                     |                       |                       |                       |                       |                       |                       | Bodhi Jenner (2016) | Bodhi Jenner (2016) | Bodhi Jenner (2016) | Bodhi Jenner (2016) | Bodhi Jenner (2016) | Bodhi Jenner (2016) |        |        |        |        |  |  | Francesca Marino (2009) | Francesca Marino (2009) | Francesca Marino (2009) | Francesca Marino (2009) | Francesca Marino (2009) | Francesca Marino (2009) |  |  | Isabella Marino (2012) | Isabella Marino (2012) | Isabella Marino (2012) | Isabella Marino (2012) | Isabella Marino (2012) | Isabella Marino (2012) |  |  |                       |                       |                       |                       | Eva Jenner (2015)     | Eva Jenner (2015)     | Eva Jenner (2015) | Eva Jenner (2015) | Eva Jenner (2015)  | Eva Jenner (2015)  |                    |                    |                       |                       |                       |                       |                       |                       |                     |                     |                     |                     |  |  |                 |                 |                 |                 |                 |                 |  |  |  |  |

### Famille Kardashian
- « Tom » Tatos Saghatel Kardashian (04/06/1896-31/12/1964)
+ Hamas Shakarian (12/09/1896-07/05/1987)
  - Arthur Thomas Kardashian (27/10/1917 à Los Angeles – 09/12/2012)
+ Helen Jean Arakelian[15] (05/07/1917-21/05/2008)
    - Robert George Kardashian (22/02/1944 à Los Angeles – 30/09/2003 à Los Angeles), avocat
+ (1) (1978 – mars 1991) « Kris » Kristen Mary Houghton (05/11/1955 à San Diego), productrice de télévision, participante d'émissions de téléréalité, femme d'affaires[16]
+ (2) (1998-1999) Jan Ashley
+ (3) (2003) Ellen Pierson
      - (de 1) Kourtney Mary Kardashian (18/04/1979 à Los Angeles), productrice, animatrice, actrice, mannequin, femme d'affaires
+ (1) (relation 2006 – juin 2015) Scott Disick (26/05/1983 à New York), mannequin, acteur
+ (2) (relation 2019) Travis Barker (14/11/1975 à Fontana), batteur
        - (de 1) Mason Dash Disick (14/12/2009)[17]
        - (de 1) Penelope Scotland Disick (08/07/2012)[18]
        - (de 1) Reign Aston Disick (14/12/2014)[19]

      - (de 1) « Kim » Kimberly Noel Kardashian (21/10/1980 à Los Angeles), femme d'affaires, productrice de télévision, styliste, animatrice de télévision
+ (24/05/2014) Kanye Omari West (08/06/1977 à Atlanta), rappeur, auteur-compositeur-interprète, réalisateur artistique, réalisateur, designer[20]
        - North West (15/06/2013 à Los Angeles)[21]
        - Saint West (05/12/2015)[22]
        - Chicago West (15/01/2018)[23]
        - Psalm West (10/05/2019)[24]

      - (de 1) Khloé Alexandra Kardashian (27/06/1984 à Los Angeles), actrice, animatrice radio, mannequin, femme d'affaires
+ (1) (27/09/2009 – juillet 2015) Lamar Joseph Odom (06/11/1979 à Jamaica), basketteur
+ (2) Tristan Trevor James Thompson (13/03/1991 à Brampton), basketteur
        - (de 2) True Thompson (12/04/2018)[25]

      - (de 1) « Rob » Robert Arthur Kardashian (17/03/1987 à Los Angeles), acteur de télévision, homme d'affaires
+ Angela Renée White, dite « Blac Chyna » (11/05/1988 à Washington), mannequin, entrepreneure[26]
        - Dream Renée Kardashian (10/11/2016)[27]

    - Barbara Kardashian
+ ?????? Freeman
    - « Tom » Thomas Kardashian

### Famille Jenner
- « Bill » William Hugh Jenner (07/02/1923-28/12/2000), arboriculteur
+ Esther Ruth McGuire[28]
  - Pamela Jenner
+ ?????? Mettler
  - Lisa Jenner
  - William Bruce Jenner, dit « Caitlyn Jenner » (28/10/1949 à Mount Kisco), athlète spécialiste de décathlon, puis animatrice de télévision
+ (1) (1972 – janvier 1981) Chrystie Crownover[29]
+ (2) (05/01/1981-1986) Linda Diane Thompson (23/05/1950 à Memphis), actrice, parolière[30]
+ (3) (21/04/1991-23/03/2015) « Kris » Kristen Mary Houghton (05/11/1955 à San Diego), productrice de télévision, participante d'émissions de téléréalité, femme d'affaires[31]
    - (de 1) « Burt » Burton William Jenner (1978)
+ ?????? ??????
      - Bodhi Jenner (2016)

    - (de 1) « Casey » Cassandra Lynn Jenner (1980)
+ ?????? Marino
      - Francesca Marino (2009)
      - Isabella Marino (2012)

    - (de 2) Brandon William Jenner (04/01/1981 à Los Angeles), personnalité de télévision, musicien, mannequin
+ (31/05/2012) Leah Elizabeth Fleder (24/11/1982 à Malibu), personnalité de télévision, musicienne
      - Eva James Jenner (22/07/2015)

    - (de 2) Sam Brody Jenner (21/08/1983 à Los Angeles), mannequin, personnalité de télévision, disc jockey
+ (2018-2019) Kaitlynn Carter
    - (de 3) Kendall Nicole Jenner (03/11/1995 à Los Angeles), mannequin, photographe, personnalité de télévision
+ (relation avril 2020) Devin Armani Booker (30/10/1996 à Grand Rapids), basketteur
    - (de 3) Kylie Kristen Jenner (10/08/1997 à Los Angeles), personnalité de téléréalité, influenceuse
+ Jacques Berman Webster, dit « Travis Scott » (30/04/1992 à Houston), rappeur, chanteur, producteur, musicien, acteur, mannequin, réalisateur
      - Stormi Webster (01/02/2018)[32]

  - « Burt » Harold Burton Jenner (02/02/1958-30/11/1976)